# Sottogruppo dialettale bolognese
Nella classificazione di Daniele Vitali relativa all'Emilia-Romagna linguistica, indica l'insieme formato dal dialetto bolognese cittadino e dai suoi dialetti rustici. 
Esso è formato da:
- dialetto bolognese cittadino
- dialetti bolognesi rustici occidentali
- dialetti bolognesi rustici orientali
- dialetti bolognesi rustici settentrionali
- dialetti bolognesi montani medi
- dialetti bolognesi montani alti

Ne è escluso l'imolese, che appartiene al sottogruppo ravennate-forlivese dei dialetti romagnoli, mentre sono inclusi dialetti parlati fuori dai confini della provincia di Bologna, come il centese (provincia di Ferrara), il castelfranchese (provincia di Modena) e il pavanese (provincia di Pistoia).

## Posizione nell'Emilia-Romagna dialettale
Il sottogruppo dialettale bolognese, insieme al sottogruppo dialettale modenese e al sottogruppo dialettale reggiano, forma il complesso dialettale emiliano centrale.